# Sérignac (Lot)
Sérignac é uma comuna francesa na região administrativa de Occitânia, no departamento de Lot. Estende-se por uma área de 18,44 km². Em 2010 a comuna tinha 305 habitantes (densidade: 16,5 hab./km²).